# Tlenek plutonu(IV)
Tlenek plutonu(IV), PuO2 – nieorganiczny związek chemiczny, tlenek plutonu na IV stopniu utlenienia. W normalnych warunkach w postaci rozdrobnionej jest brązowym proszkiem, tworzy żółtobrązowe kryształy. Powstaje na powierzchni metalicznego plutonu wystawionego na działanie powietrza. Wskutek dużej radioaktywności plutonu (silna emisja cząstek α) samorzutnie rozgrzewa się; w przypadku produktu wzbogaconego w izotop Pu-238 może rozgrzać się do czerwoności. Masa krytyczna tlenku plutonu wynosi około 25 kg. W mieszaninie z tlenkiem uranu stosowany jest jako paliwo jądrowe, tzw. MOX.
Czas biologicznego półtrwania zainhalowanych cząsteczek dwutlenku plutonu wynosi u ludzi 5–7 lat.